# Georges Gardet
Georges Gardet (Parigi, 11 ottobre 1863 – Parigi, 6 febbraio 1939) è stato uno scultore francese.

## Biografia

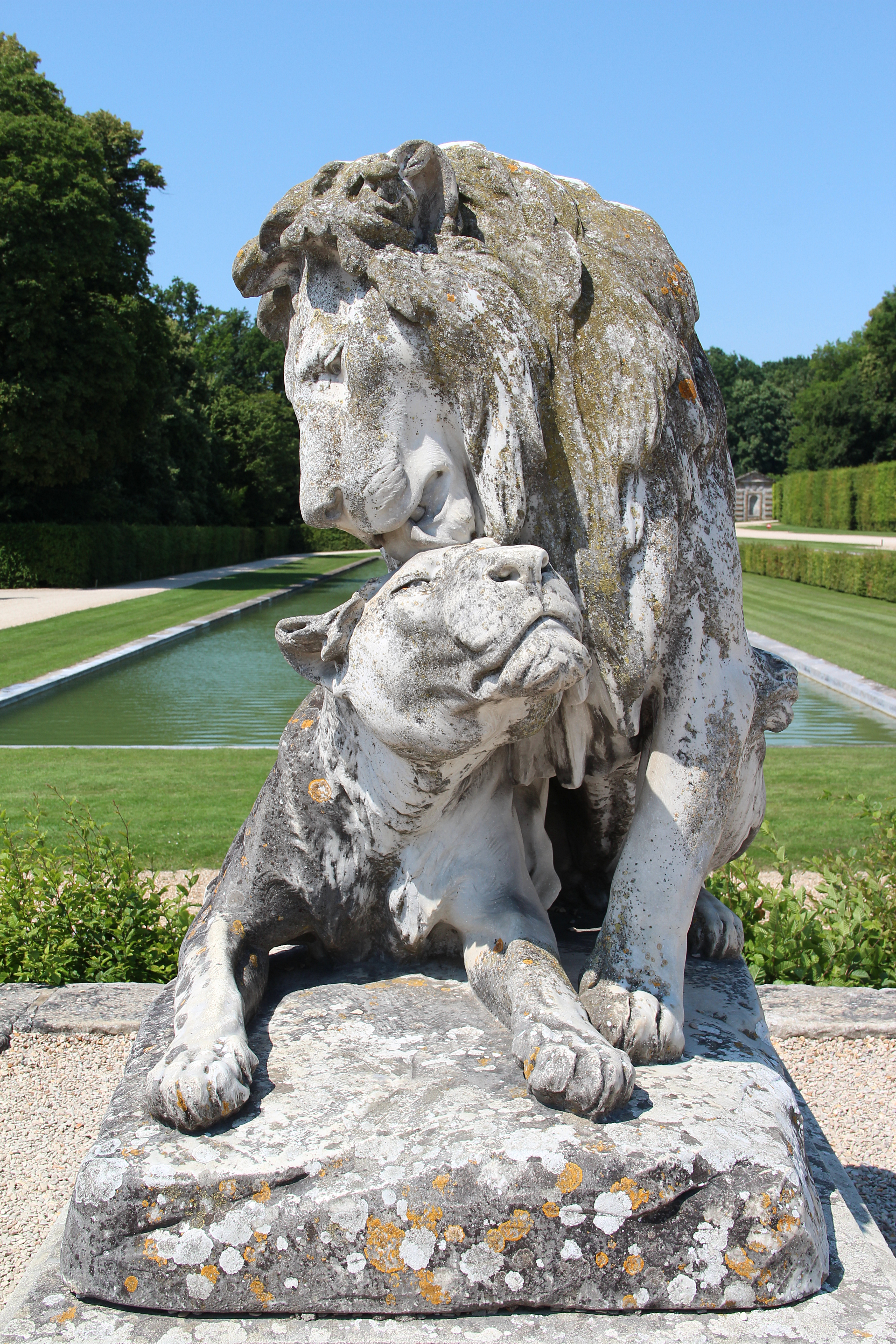
Le Lion et la Lionne (Château de Vaux-le-Vicomte), Maincy.

Figlio dello scultore Joseph Gardet, frequentò l'École des Beaux-Arts nell'atelier di Aimé Millet ed Emmanuel Fremiet (un noto scultore animalista). La moglie Madeleine era la sorella del pittore e decoratore Jean Francis Auburtin, che collaborò con Georges Gardet ai lavori per l'Esposizione Universale di Parigi del 1900.
All'età di 20 anni Gardet espose le sue opere al Salon de Paris. Nel 1891 riscosse un notevole successo con l'opera Drame du désert (oggi collocata presso il Parc Montsouris di Parigi). Il suo talento gli fece guadagnare numerose commissioni da parte di mecenati che desiderano conservare le effigi dei loro animali domestici o adornare i giardini e parchi delle loro case. Realizzò numerosi oggetti in gesso (spesso fusi in bronzo), oltre a statue in porcellana, marmo e, in particolare, pietre colorate o macchiate. Nel 1900 partecipò all'Esposizione Universale di Parigi insieme al cognato pittore e decoratore Jean Francis Auburtin, esponendo coppie monumentali di leoni e tigri, ora esposte nel parco del castello di Vaux-le-Vicomte. Nello stesso anno venne nominato ufficiale della Legione d'Onore.
Considerato uno dei più grandi artisti della scuola francese di scultura animalista, Gardet fu membro dell'Académie des beaux-arts e della Société des Artistes Français.

## Principali opere
- Argentina

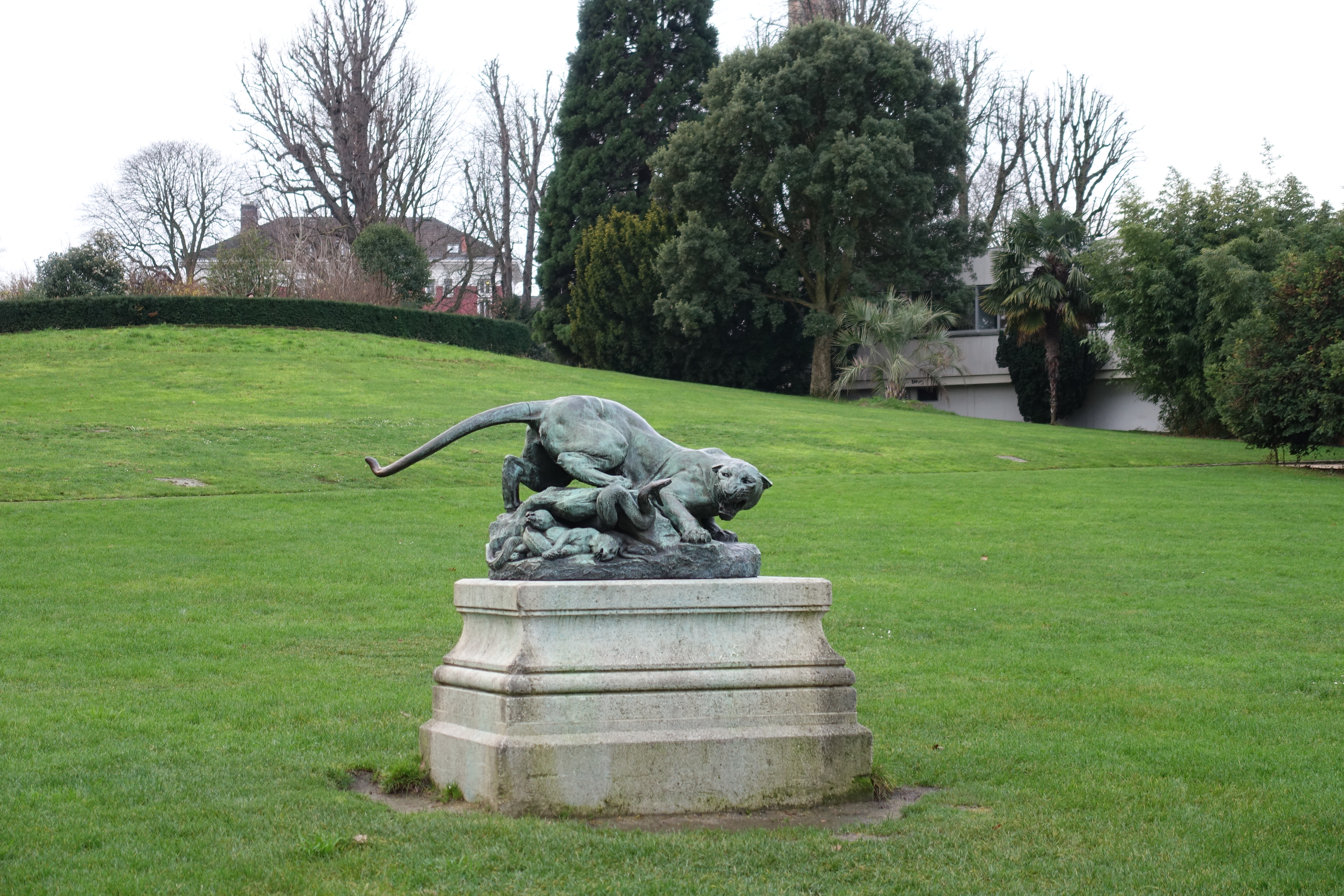
Dramma nel deserto (Parc Montsouris, Parigi)

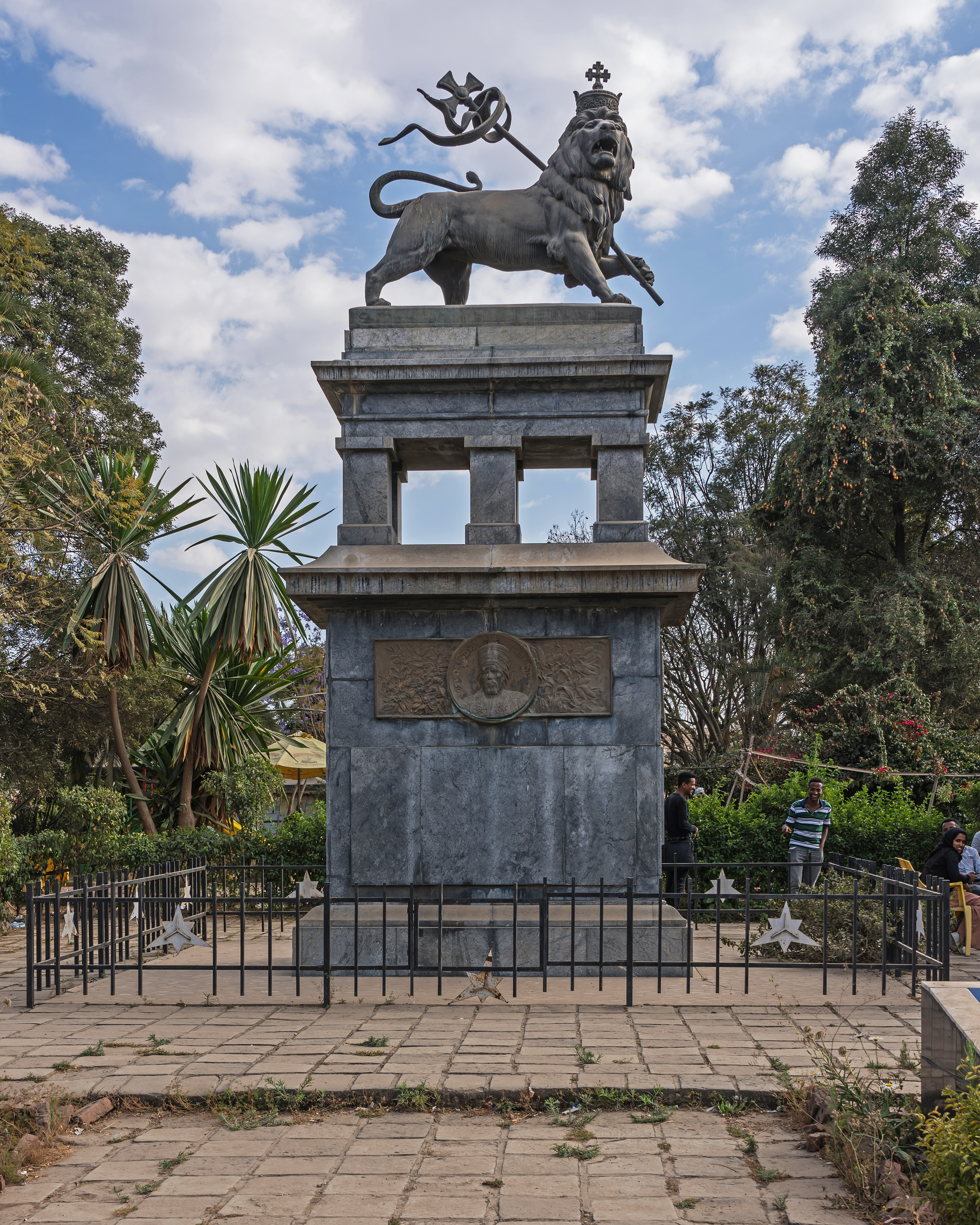
Monumento al Leone di Giuda, Addis Abeba

  - Buenos Aires, quartiere Palermo: famiglia di cervi
- Brasile
  - Rio de Janeiro, Palácio das Laranjeiras: due leoni[4]
- Canada
  - Winnipeg, Palazzo legislativo del Manitoba: coppia di bisonti in bronzo; Eterna giovinezza (Golden boy) sulla cupola del palazzo (dal 1920).
- Etiopia:
  - Addis Abeba, piazza della stazione ferroviaria: Monumento al Leone di Giuda (scultura portata a Roma in epoca fascista e collocata sotto l'obelisco ai caduti di Dogali, infine restituita all'Etiopia negli anni 1960)
- Francia:
  - Chantilly, castello di Chantilly, vestibolo: un paio di Dogi.
  - Choisy-le-Roi : Elefanti attaccati da una tigre[5]
  - Laval, Musée des sciences du jardin de la Perrine: Tigre che attacca una tartaruga; Bisonte attaccato da un giaguaro.
  - Nantes, Jardin des plantes : La cerbiatta orfana[6]
  - Parigi :
    - Giardini del Lussemburgo: Leone.
    - Giardino botanico: avvoltoio, bronzo.
    - Parc Montsouris: Dramma del deserto (gruppo bronzeo, 1891).
    - Place de la Nation: sei coccodrilli o mostri marini (1908) presso la fontana del bacino trionfale della Repubblica di Jules Dalou (Rubati nel 1941 dai nazisti; la fontana è stata rimossa durante la costruzione della RER negli anni 1960).
    - Ponte Alessandro III, riva destra: due gruppi di leoni condotti da bambini (1900)

  - Sceaux, Parco cittadino: due gruppi di cervi, installati nel 1933, vicino al bacino dell'Ottagono10.
  - Castello di Vaux-le-Vicomte: lavori nei giardini.
  - Parco di Voisins-le-Bretonneux: I Leoni.
- Stati Uniti d'America:
  - Southborough, Massachusetts: leone bronzeo presso la St. Mark's School
  - Lincoln, Nebraska: bisonte di bronzo all'entrata orientale del Pioneers Park (1930)

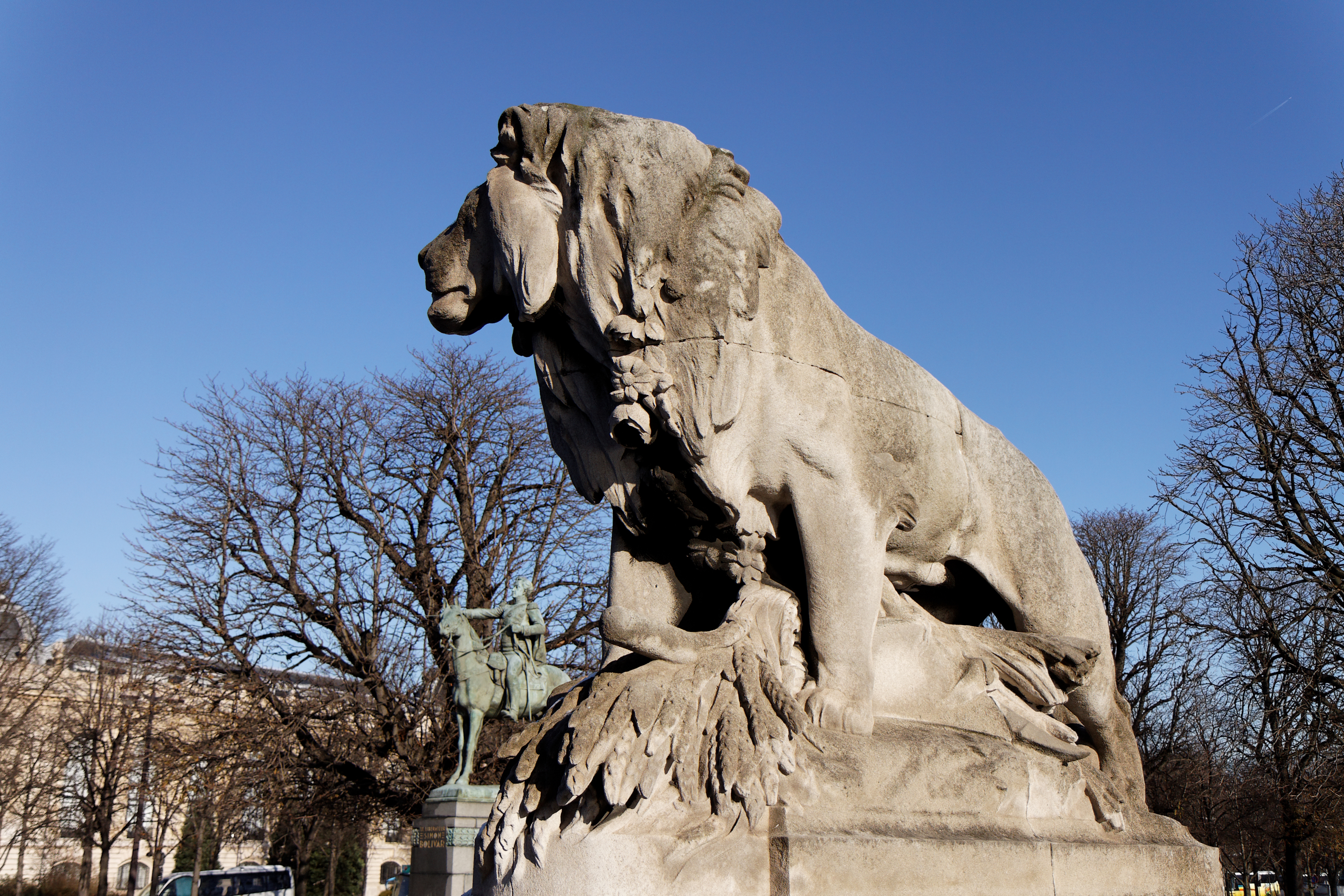
Leone, Ponte Alessandro III, Parigi
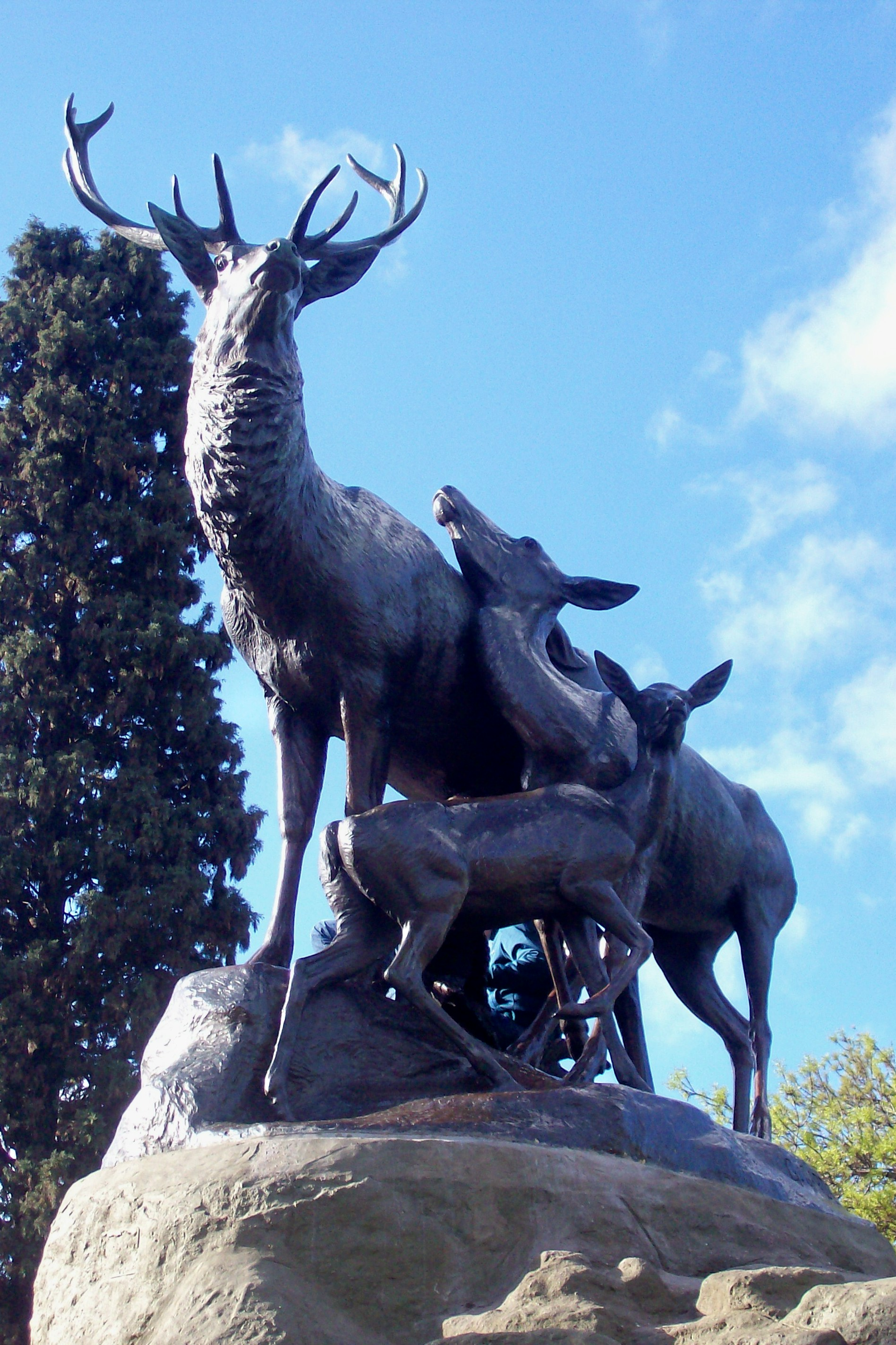
Famiglia di cervi, Palermo, Buenos Aires
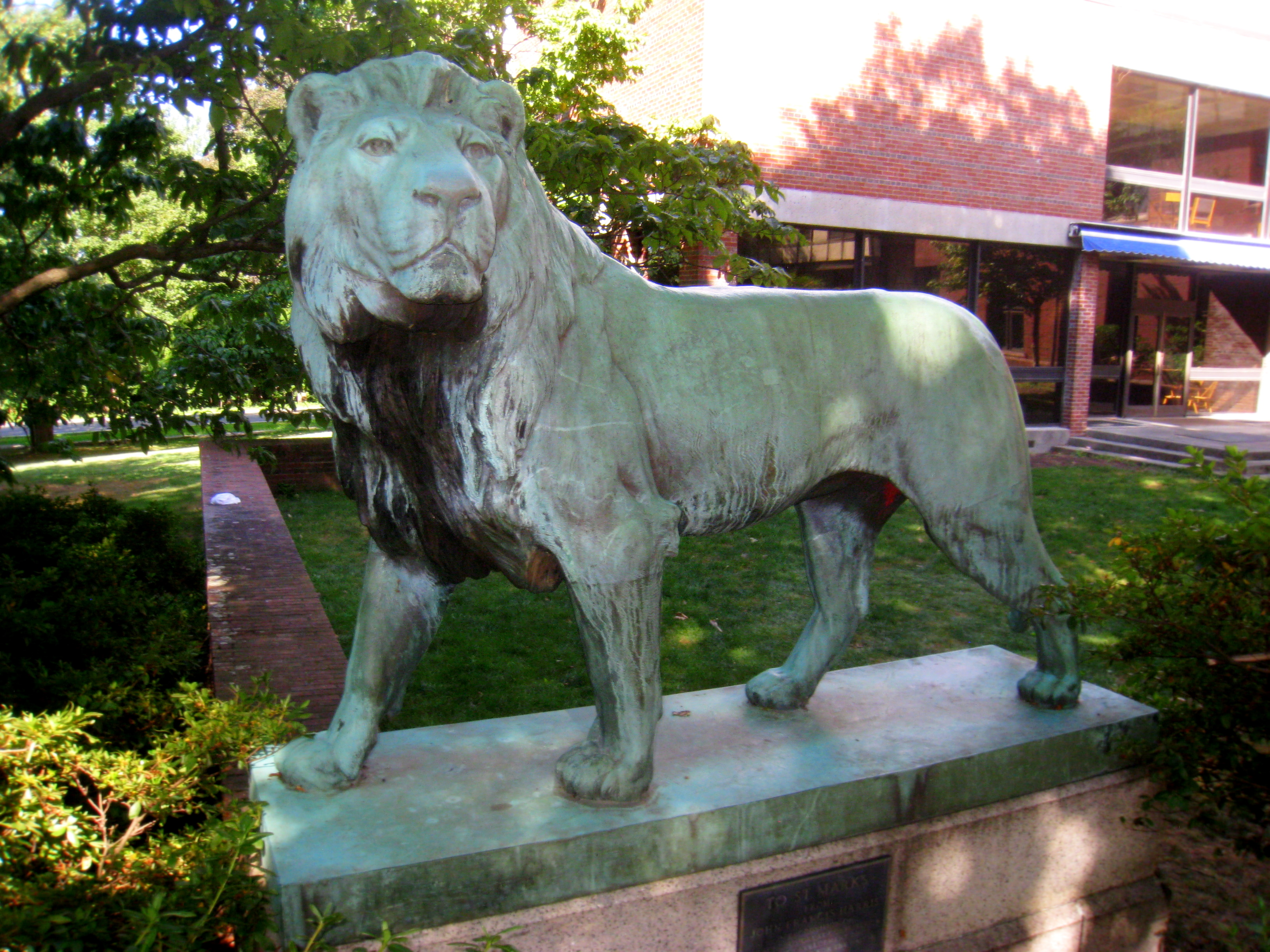
Leone, St. Mark's School, Southborough, Massachusetts
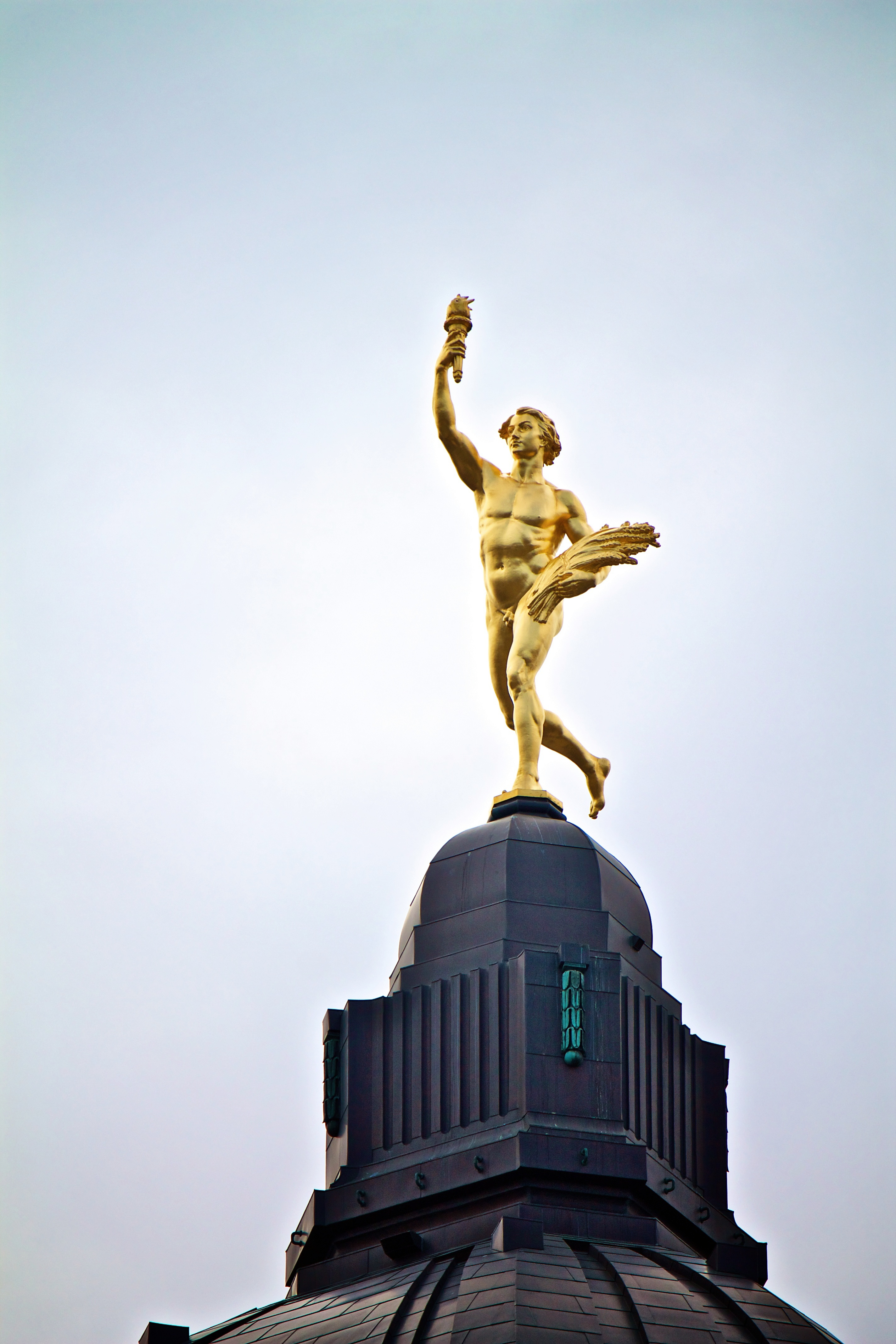
Eterna giovinezza (Golden boy), Winnipeg (Canada)